# Enzo Beneo
Enzo Beneo (Carrara, 2 agosto 1903 – Carrara, 10 agosto 1988) è stato un ingegnere e geologo italiano.

## Biografia
Ha trascorso la prima infanzia a Parigi, poi ha studiato all'Università di Pisa. Il suo percorso di studi si è chiuso all'Università di Roma, nel 1928, con la laurea in ingegneria mineraria. Rientrato nella zona d'origine, ha approfondito, assieme a Domenico Zaccagna, lo studio delle Alpi Apuane. Qui, nel 1945, ha rinvenuto un sito d'interesse paleontologico alla base del Monte Sagro (a Foce di Pianza), in cui sono presenti numerosi fossili gasteropodi in banchi marmorei.
Tra gli anni trenta e quaranta si è dedicato in prevalenza allo studio dell'Appennino centrale (subappennino laziale e appennino abruzzese), con particolare riferimento alla struttura tettonica e alla formazione mesozoica del monte Soratte, dei monti Simbruini ed Ernici, dei rilievi della Valle di Roveto e della Valle del Sagittario. Ha rilevato, per la carta geologica d'Italia, i fogli relativi ad Alatri e a Sulmona (1943). Si è anche interessato dei giacimenti minerari dell'isola d'Elba e della Sardegna, nonché di risorse petrolifere della Sicilia. Nel 1969 ha partecipato, con il Gruppo Lambertini, al concorso per il progetto del Ponte sullo Stretto di Messina.
Membro dell'Accademia delle Scienze di Torino, Beneo è stato direttore del Servizio geologico d'Italia dal 1950 al 1966 e presidente dalla Società Geologica Italiana nel 1953.